# Dvärgoxalis
Dvärgoxalis (Oxalis exilis) är en harsyreväxtart som beskrevs av Allan Cunningham. Dvärgoxalis ingår i släktet oxalisar, och familjen harsyreväxter. Arten förekommer tillfälligt i Sverige, men reproducerar sig inte. Inga underarter finns listade i Catalogue of Life.